# 우가진 히사이치
우가진 히사이치(일본어: 宇賀神 寿一: 1952년 12월 28일:表2 - )는 일본의 신좌파 테러리스트, 학생운동가, 빈민운동가다.
메이지가쿠인고등학교 시절 베트남 반전운동을 통해 정치활동에 눈을 떴다. 이후 부락해방운동・재일조선인 운동에 관여했고, 산리즈카 투쟁 등에도 참여했다.
1971년 4월, 메이지가쿠인대학 사회학부에 진학. 대학 재학 중에는 학비인상 반대투쟁, 워킹푸어 구제투쟁  등에 참가했다. 이후 체포된 메이지가쿠인대생 학생운동가들의 옥중투쟁 지원이나 재일조선인 문제에 관여하면서 본격적으로 반체제, 반일사상을 양성시켜갔다.
1972년 10월경, 다른 대학의 학생운동가를 통해 산야의 빈민운동 조직인 저변위원회에 참여했고, 거기서 쿠로카와 요시마사를 알게 되었다. 대학을 계속 다니면서 그해 겨울 산야 월동투쟁에 처음 참가해 하층노동자들의 현실을 현장에서 알게 되었고, 또한 노동자들의 투쟁을 가로막는 경찰권력과 야쿠자들과의 첨예한 긴장관계 속에서 투쟁의 정당성에 대한 확신을 갖게 되었다.:35-40
1973년 여름, 단신으로 오사카 카마가사키로 내려가 요세바에 투숙하며 몸소 일용직 육체노동을 경험했다. 어느 날, 노동자들 사이에 다툼이 벌어져 사람이 다쳤는데, 구급차 도착이 늦어지는 사이 주변에 모여든 것을 계기로 노동자들이 그동안 일상적으로 느껴왔던 분노와 불만을 토로하기 시작해 폭동으로 번질 분위기가 되었다. 그러자 노동자들 사이에 숨어 있던 사복경찰들이 숨겨둔 삼단봉을 꺼내 휘두르며 항의하는 노동자들을 마구 때려눕혔다. 그 광경을 목격한 우가진은 “비상한 분노를 느꼈고, 압도적인 국가권력의 폭력에 맞서 그것을 어떻게든 무찌르는 투쟁을 생각하지 않으면, 하층 노동자의 투쟁의 발전은 기대할 수 없다”는 생각을 품게 되었다.:43-45
1973년 가을, 우가진은 쿠로카와의 타진을 받아 타카다노바바나 카와사키 등지의 비교적 규모가 작은 요세바의 실태조사에 착수했고, 노동조건의 개선이나 악덕업자의 추궁 등을 은연히 후방에서 지원했다. 동년 말엽부터 이듬해 74년까지 진행된 산야 월동투쟁에서는 행정 측이 노동자들을 잡아넣는 일시수용시설의 실태조사에 종사했다. “하층노동자의 투쟁을 한층 더 발전시키기 위해서는 무장투쟁이 필요하다”고 생각하게 된 우가진은 1974년 6월, 쿠로카와와 대화를 나누던 중 무장투쟁을 결의하기에 이르렀다.:45-49 이 해 키리시마 사토시까지 더하여 셋이서 동아시아반일무장전선 “전갈”을 결성하고, 일련의 연속기업폭파사건에 관여했다.
1975년 5월 19일, 동아시아반일무장전선 각 그룹의 멤버들이 일제검거 되었을 때 우가진과 키리시마는 아직 경찰에 존재가 포착되지 않아 체포를 면했다. 그러나 쿠로카와가 소지하고 있던 두 사람의 집 열쇠가 경찰에 압색되면서 두 사람의 존재가 포착되어 수배되었다. 우가진은 수배를 계기로 지하잠행생활에 들어갔고, 대학에서는 제적당했다.
지명수배 7년차인 1982년 7월 13일, 이타바시구에서 체포되었다. 그해 3월까지 가명으로 신문판매점에서 일하고 있었다. 1990년 2월 최고재판소에서 징역 18년형이 확정되었다. 기후형무소에서 13년간 복역함으로써 미결 구금기간을 포함해서 총 21년간 옥살이를 하고 2003년 6월 11일 만기출소했다.
출소 이후에는 신좌파 체포자들의 인권단체인 구원연락센터의 사무국원으로 취직했다. 사무국원으로서 운영을 담당하여 “누명 없는 사회”를 목표로 활동을 추진하며 반권력 투쟁을 계속하고 있다. 그 밖에도 산리즈카 투쟁 관계자들의 일반사단법인 스즈가모(スズガモ)에서 병수발에 종사하고 있다.